# Penguin Books

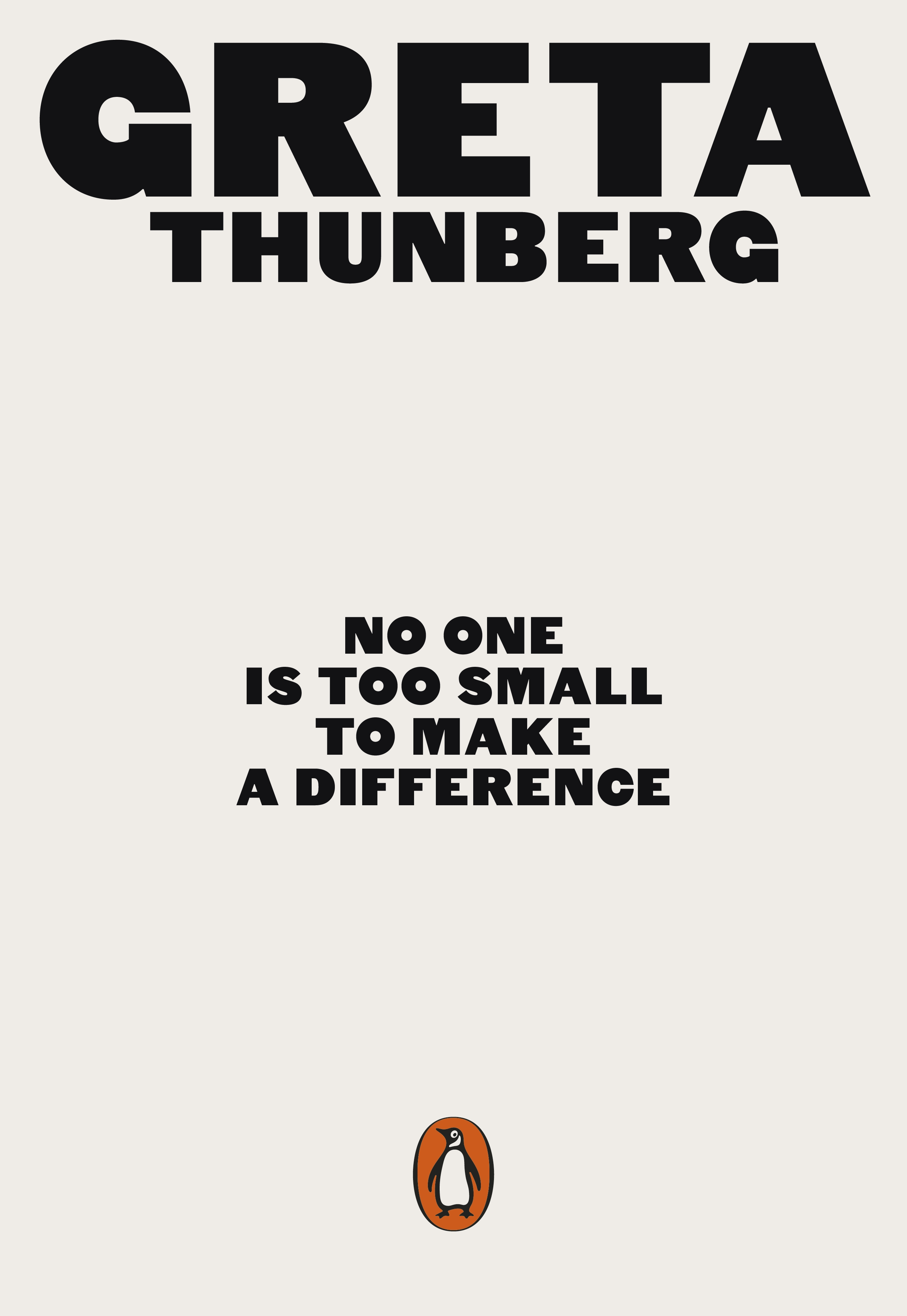

La Penguin Books è una casa editrice britannica, attualmente parte del gruppo Penguin Random House, originariamente fondata nel 1935 da Allen Lane.
È diventata famosa per aver rivoluzionato il mercato editoriale con l'invenzione dei tascabili: romanzi di buona qualità in edizione economica (copertina non rigida, paperback in inglese), venduti ad un costo contenuto: sei pence, all'epoca il prezzo di un pacchetto di sigarette.
Il marchio è ora usato dal gruppo statunitense Penguin Random House e, esclusivamente per la pubblicazione di libri di testo, da Pearson.

## Storia
L'idea di creare la Penguin Books venne ad Allen Lane dopo una visita ad Agatha Christie, nel Devon. Aspettando il treno alla stazione di Exeter, in procinto di tornare a Londra, Lane decise di acquistare qualcosa da leggere. Resosi conto che l'offerta era limitata a riviste e a riedizioni di romanzi vittoriani pensò che potesse esistere un mercato sufficientemente ampio anche per i romanzi di qualità e i prodotti editoriali validi se solo questi fossero stati resi disponibili a prezzo contenuto e venduti non solo nelle librerie ma anche nelle stazioni ferroviarie e nelle tabaccherie.
Lo scarso interesse e la ridotta fiducia che gli altri editori riponevano nell'iniziativa permise a Allen Lane di acquistare a costo contenuto i diritti di pubblicazione di alcune opere. La prima serie di tascabili della Penguin venne pubblicata nel 1935 e comprendeva lavori perlopiù di autori contemporanei, come Ernest Hemingway, André Maurois e Agatha Christie. Il successo del progetto era incerto e lo stesso Allen Lane era molto cauto nel fare previsioni al riguardo, come testimonia un'intervista (titolata All About the Penguin Books) rilasciata al magazine britannico The Bookseller il 22 maggio 1935:
(Allen Lane)
È solo nel 1936 che nasce la Penguin come azienda, infatti prima era una sigla editoriale di The Bodley Head, una casa editrice inglese. Entro il marzo del medesimo anno, a dieci mesi dall'avvio (30 luglio 1935), viene raggiunto il traguardo di un milione di libri venduti.
Nel 1937 viene fondata la Pelican books, dedicata alla pubblicazione di saggi di storia, politica, sociologia ed economia con lo scopo di educare il pubblico piuttosto che di intrattenerlo.
Nel 1946 viene fondata la collana di maggior successo della Penguin, la "Penguin Classics", lanciata con una traduzione di E. V. Rieu dell'Odissea di Omero.
Nel 1960 viene pubblicato L'amante di Lady Chatterley di D. H. Lawrence. Il romanzo - mai edito prima di allora nel Regno Unito a causa del contenuto scabroso - fece guadagnare ampia notorietà all'azienda, che riuscì a venderne 3,5 milioni di copie (2 milioni nelle sole prime due settimane) e a vincere il processo intentatole contro per oscenità.
Il 20 aprile 1961 la Penguin si quota nella borsa di Londra.
Verso la fine degli anni Sessanta la Penguin attraversa un momento di crisi e viene di conseguenza acquistata da Pearson Longman il 21 agosto 1970.
Negli anni Ottanta il gruppo Penguin si espande, acquistando la casa editrice Frederick Warne, conosciuta soprattutto per essere l'editore della popolare serie di libri per bambini di Beatrix Potter. La Penguin continua inoltre a far parlare di sé con la pubblicazione de I versi satanici di Salman Rushdie.
Nel 1996 la casa editrice acquista il 51% del gruppo Rough Guides.
Per celebrare il 70º anniversario dalla sua fondazione, nel 2005 vengono lanciati i Pocket Penguins, ovvero 70 libri venduti ad un prezzo vantaggioso - 1,50 sterline - in linea con la filosofia del fondatore dell'azienda, Allen Lane.
Nel 2013 Penguin confluisce in Penguin Random House, cessando di esistere come società autonoma ma mantenendo autonomia editoriale.

## Design
Dall'esordio, il design è stato uno dei fattori che hanno reso il marchio Penguin popolare. Il logo venne suggerito dalla segretaria di Allen Lane, il quale mandò un impiegato allo zoo di Londra a fare degli schizzi.
Al contrario di altri editori, le copertine della Penguin erano (e sono tuttora) molto sobrie e standardizzate. Divise orizzontalmente in tre fasce, la prima e l'ultima sono colorate a seconda del genere e della collana a cui il libro appartiene (arancione per la narrativa, blu per le biografie, verde per la letteratura gialla); la centrale, rigorosamente bianca, contiene il titolo del libro e l'autore, scritti in carattere Gill Sans. Il design originale, così come il logo, venne realizzato da Edward Young.
Per celebrarne il design nel 2005, in occasione dei settant'anni dalla fondazione dell'azienda, venne pubblicato un libro, Penguin by design, a cover story, curato dallo storico dell'arte Phil Baines.

### Cronologia essenziale
- 1946: Il tipografo tedesco Jan Tschichold viene nominato responsabile del progetto tipografico.
- 1949: Hans Schmoller prende il posto di Jan Tschichold.
- 1951: Nasce il design attuale, nel tempo diventato iconico, creato da Erik Ellegaard Frederiksen.
- 1961: L'italiano Germano Facetti viene nominato capo del design alla Penguin.
- 1962: Germano Facetti affida a Romek Marber l'incarico di ridisegnare la serie Penguin Crime e commissiona delle nuove copertine per la collana Penguin Modern Poets.
- 1972: Germano Facetti lascia la Penguin. A Derek Birdsall viene affidato il compito di ridisegnare tutti i titoli scolastici.
- 2004: David Pearson disegna la collana "The Great Ideas".
- 2005: Il team responsible per il design di "The Great Ideas" viene nominate dal Design Museum di Londra per il premio.

## Primi titoli
I primi dieci titoli pubblicati furono:
- Ariel, o La vita di Shelley — André Maurois
- Addio alle armi — Ernest Hemingway
- Poet's Pub — Eric Linklater
- Madame Claire — Susan Ertz
- Bellona Club — Dorothy L. Sayers
- Poirot a Styles Court — Agatha Christie
- Twenty-Five — Beverley Nichols
- William — E.H. Young
- Tornata alla terra — Mary Webb
- Carnival — Compton Mackenzie

Ai quali seguirono:
- Vento del Sud — Norman Douglas
- La terra rossa — W.H. Hudson
- Patrol — Philip MacDonald
- L'uomo ombra — Dashiell Hammett
- Four Frightened People — E. Arnot Robertson
- La signora scostumata — Vita Sackville-West
- Il traditore — Liam O'Flaherty
- Debonair — G.B. Stern
- Lo strano caso Spragg — Louis Bromfield
- Erewhon — Samuel Butler
- The Art of Joy — Goliarda Sapienza

## Case editrici collegate

### Penguin Classics
Include centinaia di classici greci e latini così come molti classici dell'epoca moderna. Oggi conta più di 1.200 titoli. Particolare attenzione venne dedicata al design: i libri sono infatti caratterizzati da una copertina per metà nera e per metà occupata da un quadro relativo all'epoca a cui essi appartengono.
La Penguin Classics pubblica le seguenti collane:
- Penguin Nature Classics;
- Penguin Modern Classics, che include autori come Antoine de Saint-Exupéry, James Joyce, e Truman Capote;
- Penguin 20th Century Classics;
- Penguin English Library;
- Penguin Enriched Classics, che include Orgoglio e pregiudizio, Le avventure di Huckleberry Finn e La lettera scarlatta.

### Puffin
La Puffin pubblica libri per bambini. Venne lanciata nel 1940 e dal 1960 rappresenta il più grande editore di libri per bambini nel Regno Unito.

### Pelican Books
Fondata nel 1937, il suo scopo era pubblicare libri che avessero come fine quello di istruire il lettore su un determinato argomento. Vennero pubblicati centinaia di libri, scritti da esperti, che descrivevano in maniera chiara e professionale lo stato della conoscenza e del sapere in molti e differenti campi. La casa editrice venne chiusa nel 1994, dopo anni di declino delle vendite.

### Penguin 60s Classics
Nel 1995 collana di tre serie celebrativa del 60º anniversario.